# Ludwika Chewińska
Ludwika Chewińska (Polonia, 9 de octubre de 1948) es una atleta polaca retirada especializada en la prueba de lanzamiento de peso, en la que consiguió ser subcampeona europea en pista cubierta en 1973.

## Carrera deportiva
En el Campeonato Europeo de Atletismo en Pista Cubierta de 1973 ganó la medalla de plata en el lanzamiento de peso, llegando hasta los 18.29 metros, tras la checoslovaca Helena Fibingerová  (oro con 19.06 metros) y por delante de la soviética Antonina Ivanova (bronce con 18.25 metros).